# Bernhard Danckelmann
Bernhard Engelbert Joseph Danckelmann (Arnsberg, 5 aprile 1831 – Eberswalde, 19 gennaio 1901) è stato un botanico tedesco.

## Biografia
Studiò scienze forestali presso l'Accademia Forestale di Eberswalde (Forstakademie) nel 1850-52, successivamente studiò legge presso l'Università di Berlino (1855-56). Dal 1862 lavorò come forestiero a Hambach e due anni dopo diventò ispettore forestale a Potsdam. Nel 1866 fu nominato direttore dell'Accademia Forestale di Eberswalde.
Dal 1869 fudirettore del Zeitschrift für Forst und Jagdwesen.

## Opere principali
- Die Forstakademie Eberwalde von 1830 bis 1880, in: Festschrift für die Fünfzigjährige Jubelfeier der Forstakademie Eberswalde, 1880, pp. [1]-62
- Die Ablösung und Regelung der Waldgrundgerechtigkeiten, 1880.
- Die deutschen Nutzholzzölle; eine Waldschutzschrift, 1883.[3]